# Историография нападения на Перл-Харбор
О нападении японского флота на американскую базу в Перл-Харборе в декабре 1941 года существует обширная научная и популярная литература — особенно на японском и английском языках. В основном, атака на Перл-Харбор рассматривается в работах, посвященных международным отношениям, военной и политической истории. Однако в XXI веке, появляются и новые — преимущественно «гуманитарные» — темы для исследований: включая изменения, произошедшие в американской музыке под влиянием новостей о японской атаке. Основой большинства исторических работ являются обширные материалы десяти расследований об атаке — прежде всего четыре десятка томов «Слушаний Объединённой комиссии Конгресса по расследованию атаки на Пёрл-Харбор» (Report of the Joint Committee on the Investigation of the Pearl Harbor Attack).

## Расследования
Практически сразу после нападения на Гавайи у многих современников возник вопрос о том, кто с американской стороны нёс ответственность за произошедшее: СМИ вспомнили о британской Атаке лёгкой бригады в ходе Крымской войны, предположив, что и на этот раз «кто-то ошибся». В итоге, по данным БРЭ, в период с 1941 по 1946 год в США было проведено 9 официальных расследований Гавайской операции; в 1995 году было проведено ещё одно, десятое, расследование тех же событий.

### Расследование министра Нокса
Уже 9 декабря, секретарь (министр) ВМФ Франклин Нокс отправился с военно-морской авиабазы «Naval Support Facility Anacostia» во главе небольшой группы чиновников на Гавайи; два дня спустя он приземлился на базе Канеохе. Киммель встретился с Ноксом в отеле «Royal Hawaiian Hotel», уже в штаб-квартире флота к ним присоединился и генерал Шорт: оба гавайских командующих признали свою неготовность к японской атаке с воздуха. Перемещаясь по Гавайям, Нокс лично наблюдал как тела американских моряков продолжали извлекать из воды.
Вечером 14 декабря Нокс передал свой отчёт о поездке Рузвельту, а на следующий день собрал пресс-конференцию, сообщив свою оценку потерь и предварительные выводы. Сравнив ситуацию с германской оккупацией Норвегии, Нокс сообщил журналистам, что «пятая колонна» внесла огромный вклад в успех японской операции. Главнокомандующий Тихоокеанским флотом Киммел и командующий армией Шорт были в числе очевидных подозреваемых в «нарушении служебных обязанностей»: оба командующих были освобождены от своих должностей 16—17 декабря 1941 года.

### Комиссия Робертса
На следующий день президент Рузвельт сформировал «комиссию Робертса» (Roberts Commissions) по расследованию и приказал пяти её членам изучить «величайшую военную катастрофу в истории США». Комиссия получила название по имени её главы, судьи из Верховного суда США Оуэна Робертса (Owen Roberts). Нокса в тот же день неформально устремился с членами комиссии, «подробно и эффектно» рассказав им о том, что он видел во время своего недавнего визита на Гавайи. 18 и 19 декабря комиссия заслушала показания, данные без присяги, ряда ключевых офицеров; точный протокол также не вёлся. Члены комиссии знали о разведданных, имевшихся у правительства США, но они не придали им значения.
22 декабря комиссия продолжила свои слушания уже на Гавайях, где она гораздо глубже изучила военно-морские аспекты атаки, чем действия американской армии — у Киммела сложилась впечатление, что комиссия планировала «распять меня». 10 января Робертс с коллегами вернулись на континент и формально завершила свою работу в пятницу, 23 января. Результаты первого полноценного расследования, кратко объявленные в январе 1942 года, состояли в том, что Шорт и Киммел не выполнили свой долг по защите базы. Члены комиссии пришли к выводу, что в вооруженные силы не были в состоянии боевой готовности и что Шорт совершил ошибку, сгруппировав армейские самолёты на аэродромах.
Меры, принятые для защиты базы, были недостаточны, а разведка и сотрудничество между армией и флотом были признаны неудовлетворительными. Предупреждения об опасности, поступавшие из Вашингтона, были проигнорированы. Вооруженные силы, в целом, подверглись критике за то, что не приняли ответных мер непосредственно во время атаки. Хотя полный отчёт был опубликован только 17 февраля 1946 года, в краткой версии Шорт и Киммел были обвинены в неисполнении своих служебных обязанностей. Американские газеты, в том числе и Chicago Tribune, в тот период считали, что в военной сфере «сюрпризу нет оправдания» — вне зависимости от отсутствия или наличия приказа вышестоящего начальства. Для последующих исследователей ситуация выглядела особенно контрастно по сравнению с награждением генерала Макартура медалью почёта «за оборону Филиппин». Несмотря на то, что Шорт и Киммел не были отданы под военно-полевой суд, долгое время именно они формально играли роль «козлов отпущения» за успех японских сил — пока оба не были реабилитированы в 1999 году, посмертно.

### Следствие Харта. Суд флота и комиссия армии
На пресс-конференции 25 февраля 1944 года Нокс объявил о назначении адмирала Томаса Харта в группу, нацеленную на то, чтобы «собрать показания офицеров ВМФ относительно нападения Японии на Перл-Харбор для использования в военном трибунале против адмирала Киммеля и генерала Шорта». Ещё 22 февраля Харт провёл первое официальное заседание своей группы, посвященное формальностям работы следствия. Формально, срок давности по делу Киммеля и Шорта истекал в начале июня 1944 года. В то же время существовала и реальная вероятность потерять ценных свидетелей в ходе шедшей войны: обеспокоенность заключалась в том, что многие из тех, кто лично и не понаслышке знал о событиях, связанных с атакой, могли быть убиты в бою во время тихоокеанской кампании. Харт закончил своё расследование к 15 июня, собрав множество показаний непосредственных участников событий.
Однако члены Конгресса не были удовлетворены работой Харта. Ими было инициировано «Расследование военно-морской следственной комиссии», начавшееся 21 июля под председательством адмирал Орина Мёрфина (Orin G. Murfin). Практически одновременно, 13 июля, началось и «Расследование комиссии Военного министерства», главой которого стал генерал Джордж Гранерт (George Grunert). Военно-морской департамент сообщил, что он «потерял» письмо Киммеля, в котором адмирал просил приобщить к делу перехваченные японские сообщения; письмо «нашлось» после того как адмирал лично явился в департамент и пообещал ежедневно отправлять по одному новому письму.
Адмирал Старк предстал перед военно-морской следственной комиссией в качестве ей первого свидетеля 31 июля. Сам киммел начал давать показания 7 августа. Проблемой в открытого работе комиссии была необходимость «обходить» любые упоминания о взломанных японских кодах.
Кроме того, начавшаяся предвыборная кампания вызвала интерес к ходу следствия у республиканцев: они надеялись использовать следственные материалы в своей кампании против Рузвельта, поскольку в период освобождения Парижа пресса сообщала практически исключительно об успехах действовавшей администрации. Так 24 августа сенатор Синклер Уикс от Массачусетса (Sinclair Weeks) привлёк внимания Конгресса к статье в Boston Herald, в которой предлагалось дать возможность Киммелю «очистить своё имя» и не начинать в США новое «дело Дрейфуса».
В сентябре морское следствие перебралось на Гавайи, поскольку многие свидетели не могли прибыть в Вашингтон из-за исполнения ими своих служебных обязанностей. В среду, 27 сентября, данное расследование завершилось — за исключением подготовки итогового отчёта.
Если в суде военно-морского флота «заинтересованным сторонам» было разрешено присутствовать на всех слушаниях и проводить перекрестные допросы свидетелей, военная комиссия Гранерта не предоставляла такой возможности. Во вторник, 8 августа, комиссия собралась в здании Munitions Buildings, а с 11 по 12 августа она заслушала самого генерала Шорта; 25 августа был заслушан и Киммел. Затем армейские офицеры переместились в Сан-Франциско, откуда к 8 сентября вылетели на Оаху. Как и в случае с морским судом, комиссии было сложно обходить вопросы, связанные с японскими шифрограммами и к началу осени 1944 года генерал Шорт осознал, что «Вашингтон что-то скрывает». К 6 октября армейская комиссия завершила свои слушания.
Армейский отчёт обвинял во внезапной атаке как Шорта, так и его руководство — в особенности, генерала Джорджа Маршалла и генерала Леонарда Герова (Leonard T. Gerow). Флотский отчёт возлагал большую ответственность на армию и соглашался с тем, что Киммел не имел возможности вести полноценную авиаразведку вокруг Гавайев. В отчёте рекомендовалось «прекратить дальнейшие разбирательства по данному поводу». После долгой дискуссии между своими подчиненными, Рузвельт принял решение считать оба документа «совершенно секретными». Киммел прямо спросил, не собиралась ли вашингтонская администрация уничтожить документы: генеральный прокурор флота Томас Гатч (Thomas Leigh Gatch) обещал сохранить копии в своём сейфе.

### Расследование Хьюита
Расследование адмирала Генри Кента Хьюитта (Henry Kent Hewitt) являлось продолжением расследования Харта и военно-морской судебной комиссии. Хьюитт начал новое разбирательство по распоряжению нового военно-морского министра Джеймса Форрестола с целью дальнейшего изучения фактов японского нападения, ставших известными после завершения работы предыдущих следственных органов. Работа Хьюитта, продолжавшаяся с 14 мая по 11 июля 1945, считалась вспомогательной: «очень неприятный долг» выпал именно Хьюитту, поскольку он был редким американским адмиралом, никак не вовлечённым в тихоокеанские события 1941 года.
Хьюитт сообщил Киммелу, что сам он «был бы счастлив», если бы он адмирал дал дополнительные показания, но министр Форрестол «выступил против этого». Хьюитт опросил 37 свидетелей, 21 из которых ранее не давали показаний; как и её предшественники группа Хьюитта посетила Гавайи. Отчёт Хьюитта состоял из двадцати девяти выводов: принципиальная разница между ними и решение суда военно-морского флота состояла в том, что Хьюитт признал ошибки моряков на всех уровнях. Хьюитт полагал, что — хотя Киммел и не имел части «важной информации, которая помогла бы ему оценить серьёзность ситуации» — командующий всё же «располагал достаточной информацией, чтобы предположить, что ситуация была необычно серьёзной». Оценив все доклады, Форрестол отказал Старку и Киммелу в праве занимать высшие командные должности в ВМФ.

### Расследования Клаузена и Кларка
Параллельно с работой адмирала Хьюитта, Стимсон создал новую армейскую комиссию: с целью «дополнить и развить материалы, собранные комиссией Военного министерства». Главой комиссии стал майор (позднее — полковник) Генри Клаузен (Henry Clausen). С 23 ноября 1944 по 12 сентября 1945 года он пролетел более 55 000 миль, опросив при этом 92 человека, 30 из которых не были опрошены ранее; ещё семеро дали «Расследованию полковника Клаузена» письменные свидетельства.
Клаузена не был единственным офицером проводившим армейское расследование: «в соответствии с устными инструкциями начальника штаба армии США» Маршала в два этапа, 14-16 сентября 1944 и снова с 13 июля по 4 августа 1945 года, полковник Картер Кларк (Carter W. Clarke) уточнял вопросы, «касавшиеся работы с некоторыми совершенно секретными документами». Следствие полковника Кларка стало ответом на слухи, просочившиеся в Конгресс, согласно которым, армейские офицеры начали уничтожать разведывательные документы. Кларк опросил 12 свидетелей, преимущественно связанных с разведкой.

### Объединённая комиссия Конгресса
Хотя после смерти Рузвельта президент Гарри Трумэн и опубликовал к 30 августа 1945 года многие документы из ранее проведённых расследований, критики отметили один общий недостаток всех этих следственных органов — это были инструменты исполнительной власти. То есть, исполнительная власть сама расследовала свои действия. Только новое расследование другой ветви власти — законодательной — могло «уравновесить» ситуацию. В результате, по предложению сенатора Олбена Баркли в Конгрессе была создана «Объединённая комиссия по расследованию атаки на Пёрл-Харбор» (United States Congressional Joint Committee on the Investigation of the Pearl Harbor Attack).
Комиссия из десяти человек, во главе с самим Баркли, включала в себя по три демократа и по два республиканцев от Сената и Палаты представителей. Работа комиссии, начавшаяся 15 ноября, привлекла к себе значительное внимание американской прессы: освещение было сопоставимо в освещением Уотергейтского скандала в 1970-е годы. Первой уликой, представленной членам комиссии, стали «Перехваченные дипломатические сообщения, отправленные правительством Японии в период с 1 июля по 8 декабря 1941 года». Перед комиссией давали показания как бывший госсекретарь Халл, так и посол Грю; республиканские члены комиссии, в особенности сенатор Гомер Фергюсон (Homer S. Ferguson), пытались использовать её для «анти-рузвельтовской» пропаганды.
20 декабря 1945 года на закрытом заседании комиссия проголосовала за продолжение своего расследования до 15 февраля 1946 года. В целом, демократические члены больше интересовались военно-морскими вопросами атаки, в то время как республиканцев интересовали политические вопросы: фактически, одна группа законодателей вела расследование об успехе Японии в Перл-Харборе, а другая — о довоенной внешней политике США. Киммел начал давать показания 15 января, зачитав 108-страничное вступительное заявление: наибольшие сложности адмирал испытал с вопросами, касавшимися дальней воздушной разведки, за которую он нёс ответственность как командующий флотом. 22 января показания начал давать генерал Шорт: его вступительное заявление было объёмом в 61 печатную страницу. Генерал настаивал на важности именно воздушной разведки — он был близок к тому, чтобы прямо обвинить адмирала Киммеля в японском успехе.
15 февраля Конгресс продлил расследование до 1 июня. Как и ожидали журналисты, комиссия не смогла прийти к единогласному вердикту. В итоге, мнение большинства членов комиссии содержало двенадцать выводов: они возложили «высшую ответственность» за атаку на Японию и «не нашли доказательств в поддержку обвинений» о том, что Рузвельт и его администрация «обманывали, провоцировали, подстрекали, уговаривали или принуждали Японию к нападению». Администрация совершала «ошибки», а не «проступки». Сенаторы Фергюсон и Брюстер (Ralph Owen Brewster) представили мнение меньшинства из двадцати одного пункта, в котором они обвинили Рузвельта в «невыполнение обязанностей, необходимых для защиты Перл-Харбора». Мнение меньшинства завершалось утверждением, что в Вашингтоне «существовал преднамеренный план, нацеленный на воспрепятствование поиска правды» о Перл-Харборе. В 1946 году все материалы комиссии Конгресса — содержавшие в себе результаты работы всех предыдущих следственных органов — были изданы как «Слушания Объединённой комиссии по расследованию атаки на Пёрл-Харбор» (Report of the Joint Committee on the Investigation of the Pearl Harbor Attack) в 40 томах.

## В послевоенные годы
О Перл-Харборе существует обширная научная и популярная литература — особенно на японском и английском языках. Часть данной литературы продолжат «ожесточённые» дискуссии, начавшиеся ещё в 1941—1942 годах. В основном, атака на Перл-Харбор рассматривается в работах, посвященных международным отношениям, военной и политической истории. Однако, появляются и новые, преимущественно «гуманитарные», темы исследований: включая изменения, произошедшие в американской музыке под влиянием новостей о японской атаке.

### Академические работы
Отсутствие координации между американскими ведомствами в 1941 году стало отдельной темой исследований. В 1962 году вышла книга Роберты Вольстеттер (Roberta Wohlstetter) «Pearl Harbor: Warning and Decision», ставшая влиятельной интерпретацией причин провала американской разведки перед атакой на Перл-Харбор. Вольстеттер утверждала, что у США было много информации о вероятном нападении Японии, но эта информация была распределена между различными организациям, который предпочли не делиться ею. Причиной было как соперничество между службами, так и отсутствие установленных процедур для подобной координации. Позднее аналогичная ситуация сложилась и перед атаками 11 сентября 2001 года. Тезисы Вольстеттер подкрепляли предложения, набиравшие популярность после неудачной операции в бухте Кочинос, о более активном и лучше финансируемом разведывательном агентстве — данную программу отстаивал муж Роберты Вольстеттер, Альберт, предостерегая правительство США от недооценки советской угрозы.
В течение 1980-х годов были опубликованы новые авторитетные работы: профессор Гордон Прейндж, совместно с Дональдом Гольдштейном и Кэтрин Диллон, написал серию как популярных, так и широко цитируемых книг о войне на Тихом океане. Две из них касались Перл-Харбора: «At Dawn We Slept» (1981) и «Pearl Harbor: The Verdict of History» (1986). Прейндж популяризировал взгляды, которые соответствовали как доминировавшему нарративу военного времени, так и позиции Вольстеттер. Прейндж и его коллеги полагали, что политики не могли избежать войны с экспансионистской Японией и что никакие убедительные доказательства не свидетельствовали о достоверном предупреждении об опасности для Гавайев. Таким образом данные книги усилили доминировавший взгляд времен Холодной войны, согласно которому основным уроком Перл-Харбора была потребность в постоянной бдительности, адекватных вооруженных силах и, прежде всего, в эффективной системе разведки. Взгляды Вольстеттер и Прейнджа постепенно стали преобладающими в американских учебниках.

### Теории заговора
События в Перл-Харборе «обросли мифологией», частью которой стала и теории заговора. Президент Рузвельт оказался в центре внимания сторонников данной теории. Так после начала войны с Японской империей в США распространился слух о том, что президент был полностью осведомлен о предстоящем нападении, но позволил ему произойти; согласно этой версии событий, Рузвельт искал веский повод для вступления в войну против держав «оси». Комментарий Рузвельта накануне нападения «это означает войну» считался (и продолжает считаться) «доказательством» для данной идеи — несмотря на то, что опубликованные источники о данном заявлении не содержали никаких упоминаний о базе в Перл-Харборе.